# Nettastoma
Nettastoma è un genere di pesci ossei marini abissali appartenente alla famiglia Nettastomatidae.

## Distribuzione e habitat
Il genere si incontra in tutti i mari e gli oceani, tranne alle latitudini più elevate. Si tratta di animali tipici del piano batiale e del piano abissale. Nel mar Mediterraneo è presente una specie: N. melanurum.

## Specie
- Nettastoma falcinaris
- Nettastoma melanurum
- Nettastoma parviceps
- Nettastoma solitarium
- Nettastoma syntresis[1]